# Edwin von Rauscher auf Weeg
Ernst Karl Edwin Ritter und Edler von Rauscher auf Weeg (* 10. Februar 1852 in Ansbach; † 5. April 1924 in München) war ein bayerischer Generalleutnant.

## Leben

### Herkunft
Edwin war ein Sohn des bayerischen Premierleutnants Georg Ritter und Edler von Rauscher auf Weeg (1819–1863) und dessen Ehefrau Pauline, geborene Freiin von Crailsheim (1817–1906). Er hatte noch drei Geschwister, von denen zwei früh verstarben.

### Militärkarriere
Nach dem Besuch des Kadettenkorps in München trat Rauscher am 12. Januar 1871 als Junker in das 1. Artillerie-Regiment „Prinz Luitpold“ der Bayerischen Armee ein. Unter Beförderung zum Unterleutnant war er ab Ende November 1871 im 2. Feldartillerie-Regiment „Brodeßer“, wurde Anfang März 1873 zu seinem Stammregiment rückversetzt und im November 1876 zum Abteilungsadjutanten ernannt. Nach einer Verwendung im 1. Fußartillerie-Regiment „Bothmer“ absolvierte Rauscher 1879/82 zur weiteren Ausbildung die Kriegsakademie in München, die ihm die Qualifikation für die Höhere Adjutantur aussprach. 
Zwischenzeitlich erneut in sein Stammregiment rückversetzt, stieg er bis Mitte April 1888 zum Hauptmann und Batteriechef auf. Mit der Beförderung zum überzähligen Major kam Rauscher ab Anfang April 1896 zunächst zum Stab des 4. Feldartillerie-Regiments „König“ in Augsburg und wurde fünf Monate später als Abteilungskommandeur in das 2. Feldartillerie-Regiment „Horn“ versetzt. Er avancierte am 7. März 1900 zum Oberstleutnant, war von Anfang Oktober 1900 bis Mitte September 1901 im neu aufgestellten 8. Feldartillerie-Regiment und erhielt anschließend das Kommando über das 4. Feldartillerie-Regiment „König“. Als Oberst übernahm er in gleicher Eigenschaft am 9. März 1904 das 1. Feldartillerie-Regiment „Prinzregent Luitpold“. Aus Anlass der Feier des vor siebzig Jahren erfolgten Eintritts des Prinzregenten Luitpold in diesen Verband wurde Rauscher im März mit dem Verdienstorden vom Heiligen Michael II. Klasse ausgezeichnet.
Mit seiner Beförderung zum Generalmajor gab Rauscher am 9. April 1905 das Kommando ab und fungierte vom 6. Mai 1905 bis zum 11. Mai 1906 als Kommandant der Bundesfestung Ulm. Anschließend wurde er am 16. Mai 1906 zum Premierleutnant in der Leibgarde der Hartschiere ernannt. Rauscher erhielt am 26. Juni 1908 den Charakter als Generalleutnant sowie am 7. März 1909 den Stern zum Militärverdienstorden II. Klasse. Unter Belassung in seiner Dienststellung wurde er am 26. März 1910 mit der gesetzlichen Pension zur Disposition gestellt, bis er schließlich am 25. Mai 1914 aus dem Dienst schied.

### Familie
Rauscher verheiratete sich am 17. Mai 1887 in München mit Laura Freiin von Axter (* 1864). Aus der Ehe gingen zwei Söhne hervor. Hans (1889–1957) war Offizier, Kammerjunker und seit 1923 auch Generaldirektor des Wittelsbacher Ausgleichsfonds. Sein jüngerer Bruder Georg (1892–1916) fiel während des Ersten Weltkriegs als Oberleutnant im Infanterie-Leib-Regiment.